# Alexander von Strussenfelt
Alexander Johan Baltazar von Strussenfelt, född 5 augusti 1846 i Visby, död 17 december 1927 i Karlskoga, var en svensk militär. Från 1895 till 1906 var han förbandschef vid Gotlands artilleriregemente.

## Biografi
Alexander von Strussenfelt föddes i Visby och var son till häradshövdingen Adolf Ludvig von Strussenfelt och Hilda Aurora Sundberg. Han var även sonson till kammarherren Michael von Strussenfelt och tillhörde därmed adelssläkten von Strussenfelt, som enligt traditionen härstammar från Schlesien.
År 1864 avlade han officersexamen och utnämndes till chef för Gotlands artillerikår 1895.
von Strussenfelt var bosatt på Älvkärr nordväst om centrala Karlskoga, i anslutning till sjön Lonnen. Han var även far till Gunhild och Alexis von Strussenfelt. 